# 王逢 (许昌)
王逢（?—?），唐朝许州许昌人，王沛之子。
王逢年轻时沉勇，跟随父亲征伐有功，官至忠武都知兵马使。太和年间，入朝宿卫，历任诸卫将军。会昌三年（843年）正月，回鹘汗国乌介可汗率兵逼近振武，河东节度使刘沔派麟州刺史石雄、都知兵马使王逢率领沙陀朱邪赤心三部，以及党项族三千骑兵袭击乌介可汗的牙帐，刘沔亲率大军在后。王逢在天德军跟随石雄、刘沔击破回鹘。他性情果决，用法严明。当时有二千人不上阵，想要冒领赏赐，王逢不给。他说：“健兒向前冒白刃，如果无功而赏，冒刃者怎么看？”
河东节度使刘沔击败回鹘乌介可汗后，留下三千兵马防戍横水栅。十二月，河东行营都知兵马使王逢率军讨伐昭义节度使刘稹，驻屯在榆社县，上奏乞请增援。朝廷命河东出兵二千人赴援。河东节度使李石下令调横水栅的戍卒一千五百人，命都将杨弁率领前往榆社。十二月二十八日，戍卒到达太原。杨弁乘士卒怨怒，于是发动兵变。会昌二年（844年）正月初一，杨弁率士卒剽掠太原集市。杀死都头梁季叶，李石逃奔汾州，正月初七，武宗下诏，命王逢将河东兵全部留守榆社县，率易定的一千骑兵、宣武和兖海的三千步兵讨伐杨弁；又命王元逵率五千步兵和骑兵从土门进发，接应王逢。河东监军吕义忠即日召榆社士卒斩杀杨弁，献首京师。二月，王逢出兵打败昭义将康良。康良丢弃石会关，退兵屯守腰鼓岭。
七月初十，唐武宗和李德裕商议命为太原道行营将，王逢率领陈许七千人屯守翼城县，取代田令昭。武宗说：“听说王逢在军中用法太严。”李德裕回答：“我曾经当面问过王逢，他说：‘军队打仗前有刀枪，军法不严，士卒谁肯冒死前进！’”武宗说：“这样说也有道理，不过，你要再召见他，告诫不要太严了。”高文端建议命王逢率官军进逼刘稹，断绝固镇寨刘稹军的水道，这样不过三天，叛军必定放弃固镇寨而逃走。李德裕又奏请唐武宗将此策用诏书告知王逢。刘稹被平定，王逢检校左散骑常侍。官至忠武军节度、陈许观察等使。